# Morti nel 949
| Questa pagina contiene informazioni ricavate automaticamente dalle voci biografiche con l'ausilio del template Bio e di un bot. L'aggiornamento è periodico e automatico e ricostruisce completamente la pagina. Se manca una persona in questa lista, sei pregato di non aggiungerla, ma accertati piuttosto che la sua voce biografica contenga il template Bio e che i dati anagrafici siano correttamente compilati. Se il template Bio manca, inseriscilo tu stesso o, in alternativa, metti l'avviso {{tmp\|Bio}} che ne segnala la mancanza. Se i dati riportati sono sbagliati, correggi direttamente la voce biografica; le modifiche saranno visibili in questa lista entro pochi giorni. Per chiarimenti vedi il progetto biografie. La lista contiene solo le 10 persone che sono citate nell'enciclopedia e per le quali è stato implementato correttamente il template Bio. Pagina aggiornata al 30 gen 2025. |

- 14 giugno - Dodo I, vescovo cattolico tedesco
- 7 settembre - Richowo, vescovo tedesco
- 9 settembre - Fujiwara no Tadahira, nobile e poeta giapponese (n. 880)
- 23 ottobre - Yōzei, imperatore giapponese (n. 869)
- 2 dicembre - Odo di Wetterau, nobile tedesco
- 10 dicembre - Ermanno I di Svevia, nobile tedesco
- Al-Mustakfi, califfo (n. 908)
- Goffredo di Jülich, nobile tedesco
- Miroslav di Croazia, sovrano croato
- Ali ibn Buya, militare e politico persiano